# Force probante
En droit québécois, la force probante est la valeur juridique à accorder à un mode de preuve. 
La force probante d'un témoignage est laissée à la libre appréciation du juge (2845 C.c.Q.). Le juge évaluera la crédibilité du témoin et la qualité de son témoignage en se fondant sur plusieurs critères. Sauf dans le cas de l'enfant non assermenté, la corroboration n'est pas nécessaire (2844 C.c.Q.). La force probante du témoignage ne dépend pas seulement de la sincérité du témoin. En effet, un témoin peut, en toute honnêteté, décrire faussement les événements en litiges. Ainsi, l'apparence de sincérité du témoin ne sera que l'un des nombreux critères que le juge du procès devra évaluer pour déterminer la force probante du témoignage. 

Dans Faryna c. Chorny, le juge a déclaré que :
« L’évaluation de la crédibilité est fonction de la valeur accordée à de nombreux facteurs, les plus importants étant les possibilités qu’avait le témoin d’être au courant des faits, sa capacité d’observation, son jugement, sa mémoire, son aptitude à décrire avec précision ce qu’il a vu et entendu et, en particulier, la compatibilité de son témoignage avec “la prépondérance des probabilités qu’une personne éclairée et douée de sens pratique peut d’emblée reconnaître comme raisonnable dans telle situation et telles circonstances”. Le comportement, soit l’apparence de sincérité, “n’est qu’un des éléments qui entrent en ligne de compte lorsqu’il s’agit d’apprécier la crédibilité d’un témoin” »
Dans F.H. c. McDougall, le juge du procès a adressé la situation des contradictions dans le témoignage: 
« Lorsque la norme de preuve applicable est celle de la prépondérance des probabilités, il n’y a pas de règle quant aux circonstances dans lesquelles les contradictions relevées dans le témoignage du demandeur amèneront le juge du procès à conclure que le témoignage n’est pas crédible ou digne de foi. En première instance, le juge ne doit pas considérer le témoignage du demandeur en vase clos. Il doit plutôt examiner l’ensemble de la preuve et déterminer l’incidence des contradictions sur les questions de crédibilité touchant au cœur du litige ».